# Spaso House
La Spaso House est un bâtiment néoclassique classé à Moscou.

## Historique
Il a été construit à l'origine en 1913 comme le manoir de l'industriel du textile Nikolaï Vtorov.
Depuis 1933, c'est la résidence de l'ambassadeur américain en Union des républiques socialistes soviétiques (URSS), et depuis 1991, en Russie.
Un dispositif d'écoute passif soviétique nommé La Chose y a été dissimulé entre 1945 et sa découverte accidentelle en 1952. 

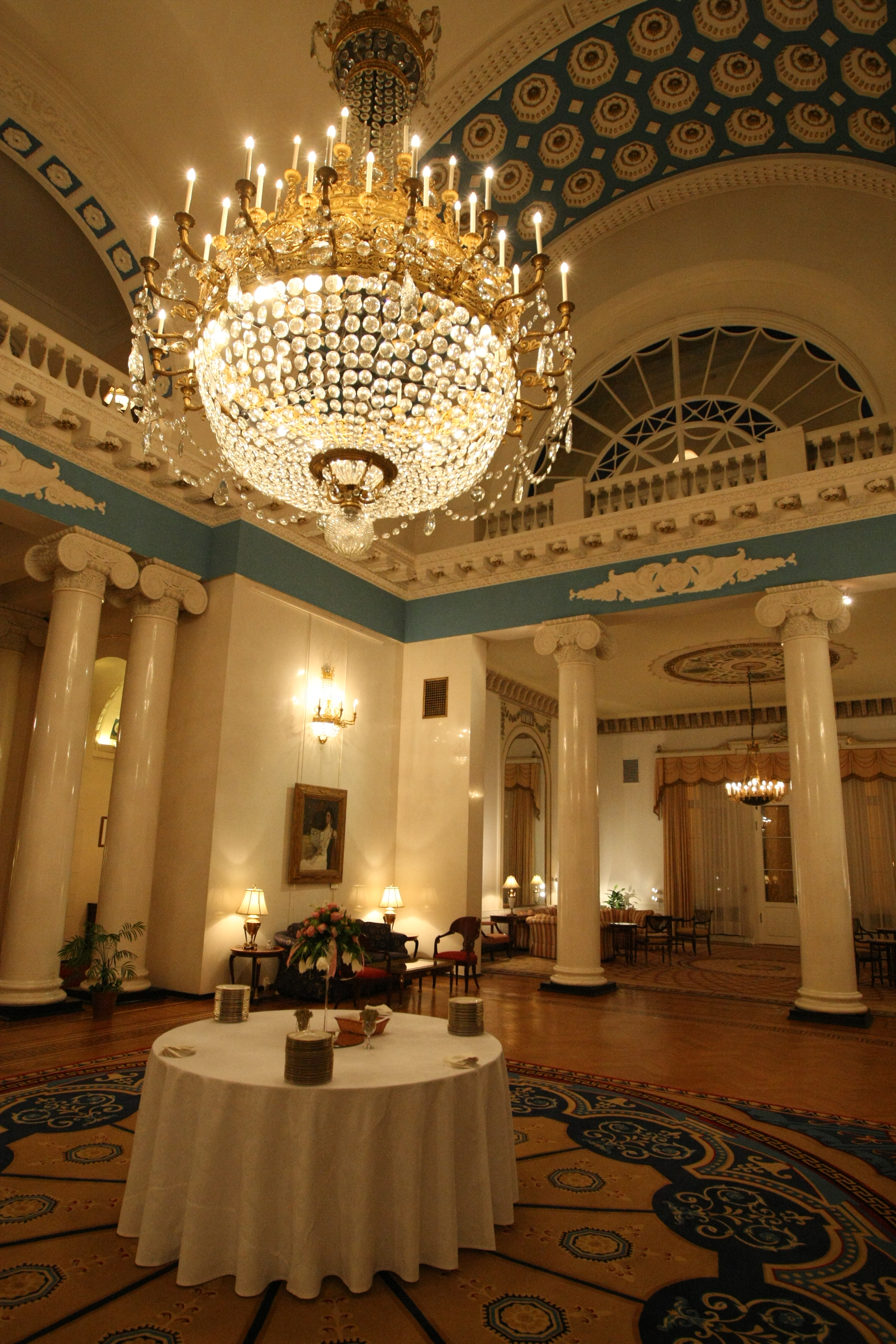
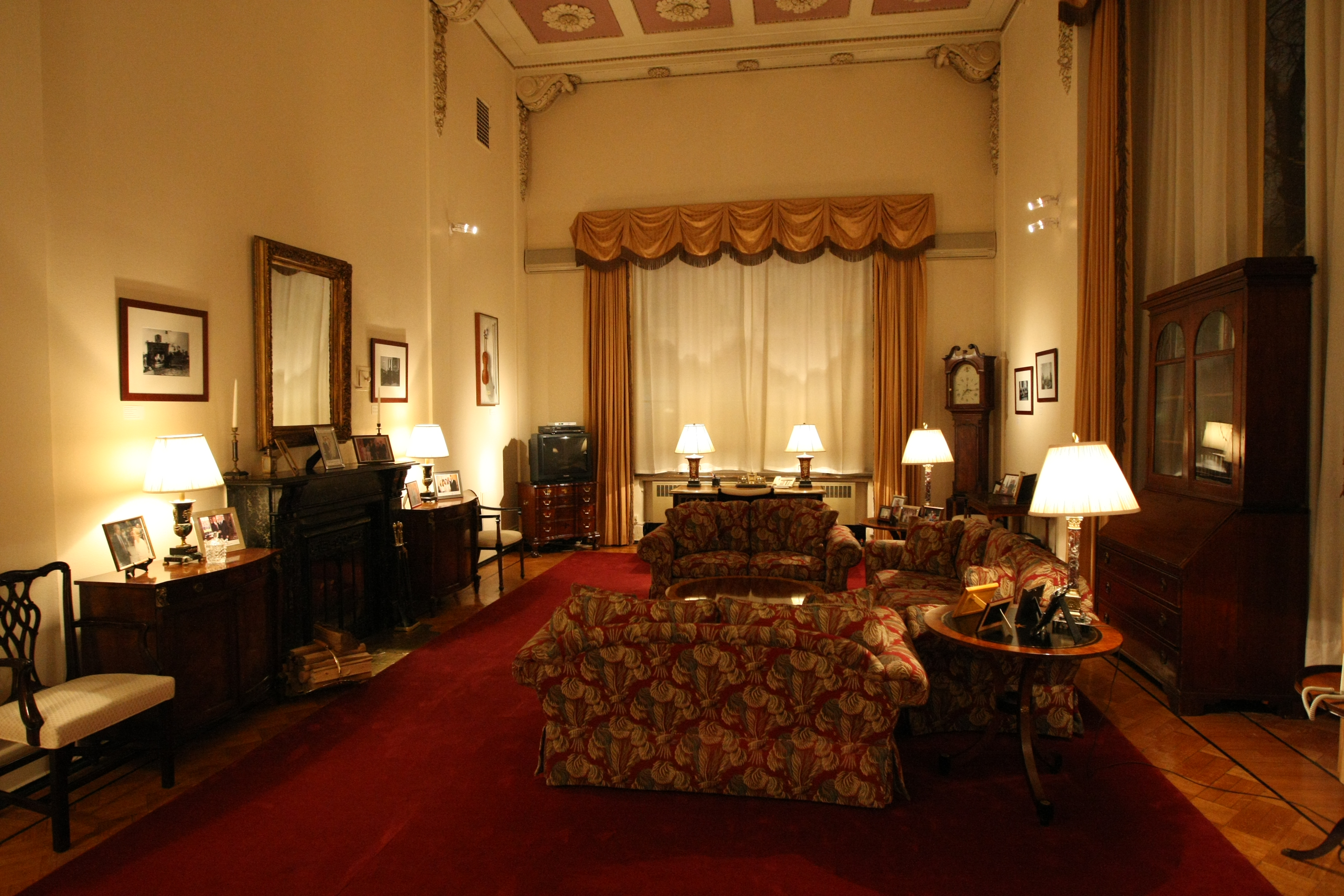
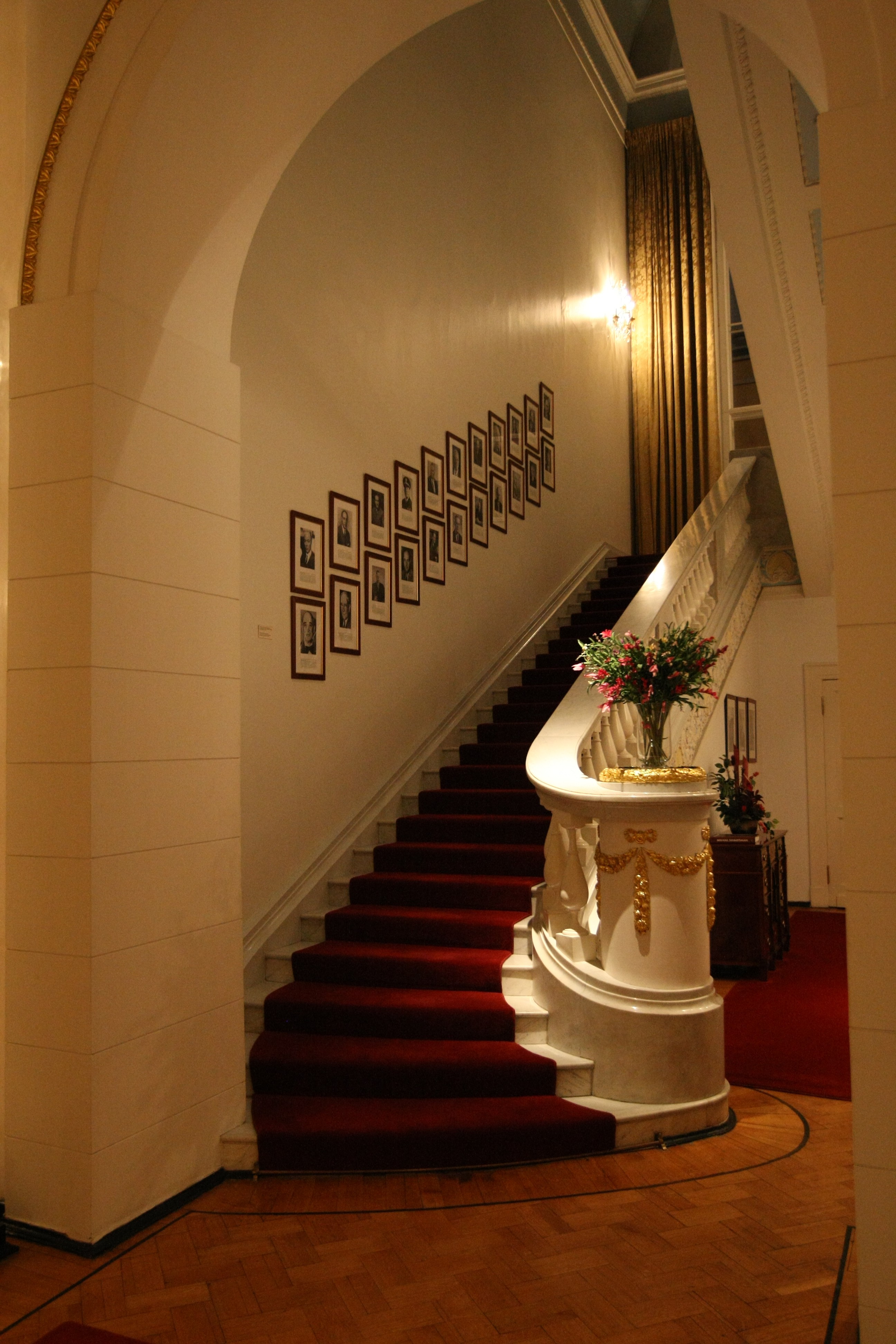
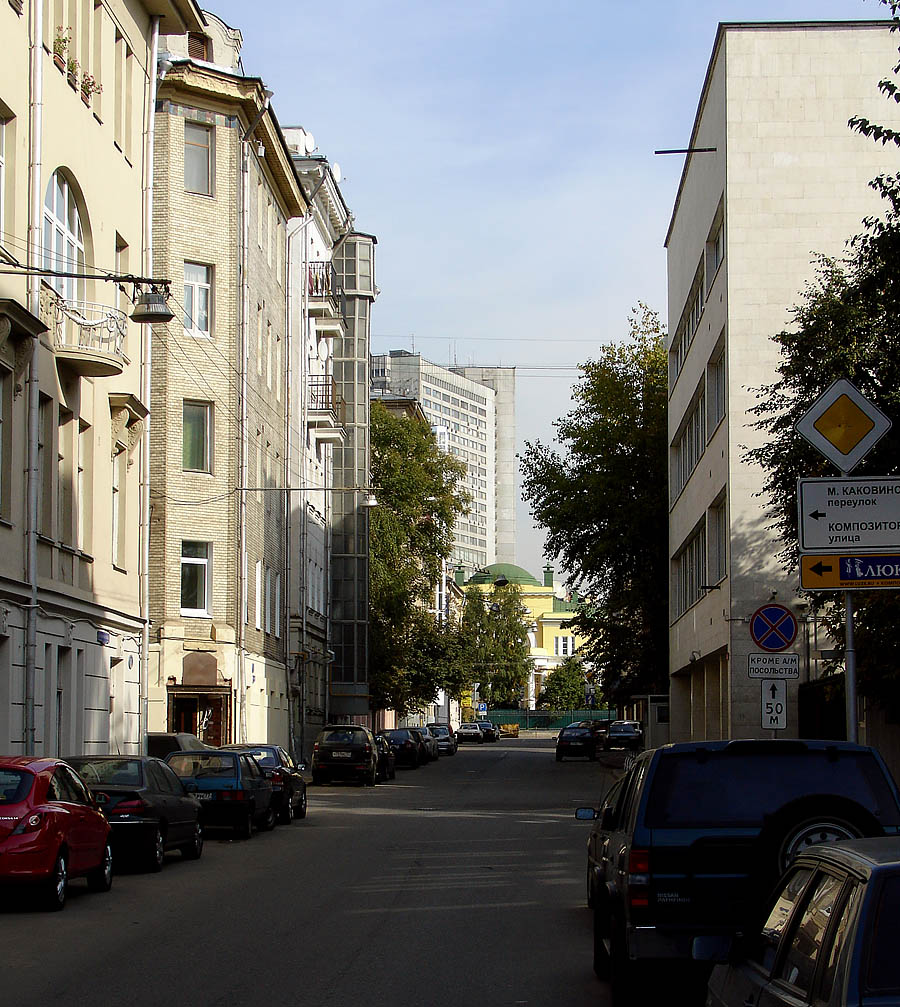